# Wimbledon 2023 (gra podwójna mężczyzn na wózkach)
Wimbledon 2023 – gra podwójna mężczyzn na wózkach – zawody deblowe mężczyzn na wózkach, rozgrywane w ramach trzeciego w sezonie wielkoszlemowego turnieju tenisowego, Wimbledonu. Zmagania miały miejsce w dniach 13–15 lipca na trawiastych kortach All England Lawn Tennis and Croquet Club w London Borough of Merton – dzielnicy brytyjskiego Londynu.

## Zawodnicy rozstawieni
| Numer | Tenisiści                       | Osiągnięcie |
| ----- | ------------------------------- | ----------- |
| 01    | Alfie Hewett Gordon Reid        | zwycięstwo  |
| 02    | Joachim Gérard Ruben Spaargaren | półfinał    |

## Drabinka

#### Klucz
- w/o – walkower
- k – krecz
- d – dyskwalifikacja
- Q – kwalifikant
- WC – dzika karta
- LL – szczęśliwy przegrany
- Alt – zawodnik zastępczy
- PR – ochrona rankingu
- SE – specjalna przepustka
- ITF – ranking ITF
- JE – ranking juniorski

### Faza finałowa
|  |           |                                       |           |                        |           |   |                          |       |       |       |       |       |
|  | Półfinały | Półfinały                             | Półfinały | Półfinały              | Półfinały |   |                          | Finał | Finał | Finał | Finał | Finał |
|  | Półfinały | Półfinały                             | Półfinały | Półfinały              | Półfinały |   |                          | Finał | Finał | Finał | Finał | Finał |
|  |           |                                       |           |                        |           |   |                          |       |       |       |       |       |
|  |           |                                       |           |                        |           |   |                          |       |       |       |       |       |
|  | 1         | Alfie Hewett Gordon Reid              | 7         | 6                      |           |   |                          |       |       |       |       |       |
|  | 1         | Alfie Hewett Gordon Reid              | 7         | 6                      |           |   |                          |       |       |       |       |       |
|  |           | Martín de la Puente Gustavo Fernández | 5         | 3                      |           |   |                          |       |       |       |       |       |
|  |           | Martín de la Puente Gustavo Fernández | 5         | 3                      |           | 1 | Alfie Hewett Gordon Reid | 3     | 6     | 6     |       |       |
|  |           |                                       |           |                        |           | 1 | Alfie Hewett Gordon Reid | 3     | 6     | 6     |       |       |
|  |           |                                       |           | Takuya Miki Tokito Oda | 6         | 0 | 3                        |       |       |       |       |       |
|  |           | Takuya Miki Tokito Oda                | 6         | Takuya Miki Tokito Oda | 6         | 0 | 3                        | 6     |       |       |       |       |
|  |           | Takuya Miki Tokito Oda                | 6         |                        |           |   |                          |       |       |       |       |       |
|  | 2         | Joachim Gérard Ruben Spaargaren       | 3         | 4                      |           |   |                          |       |       |       |       |       |
|  | 2         | Joachim Gérard Ruben Spaargaren       | 3         | 4                      |           |   |                          |       |       |       |       |       |
|  |           |                                       |           |                        |           |   |                          |       |       |       |       |       |

## Pula nagród
| Runda        | Pieniądze (£) | Punkty |
| Zwycięzcy    | 26 000        | 800    |
| Finaliści    | 13 000        | 500    |
| Półfinaliści | 8000          | 100    |